# 류희석
류희석(한국 한자: 柳熙碩, 1982년 9월 5일 ~ )은 대한민국의 전 축구 선수이며, 포지션은 수비수였다.

## 참고 자료
- 순풍에 돛 단' 용인FC 류희석 감독